# Peugeot Type 17

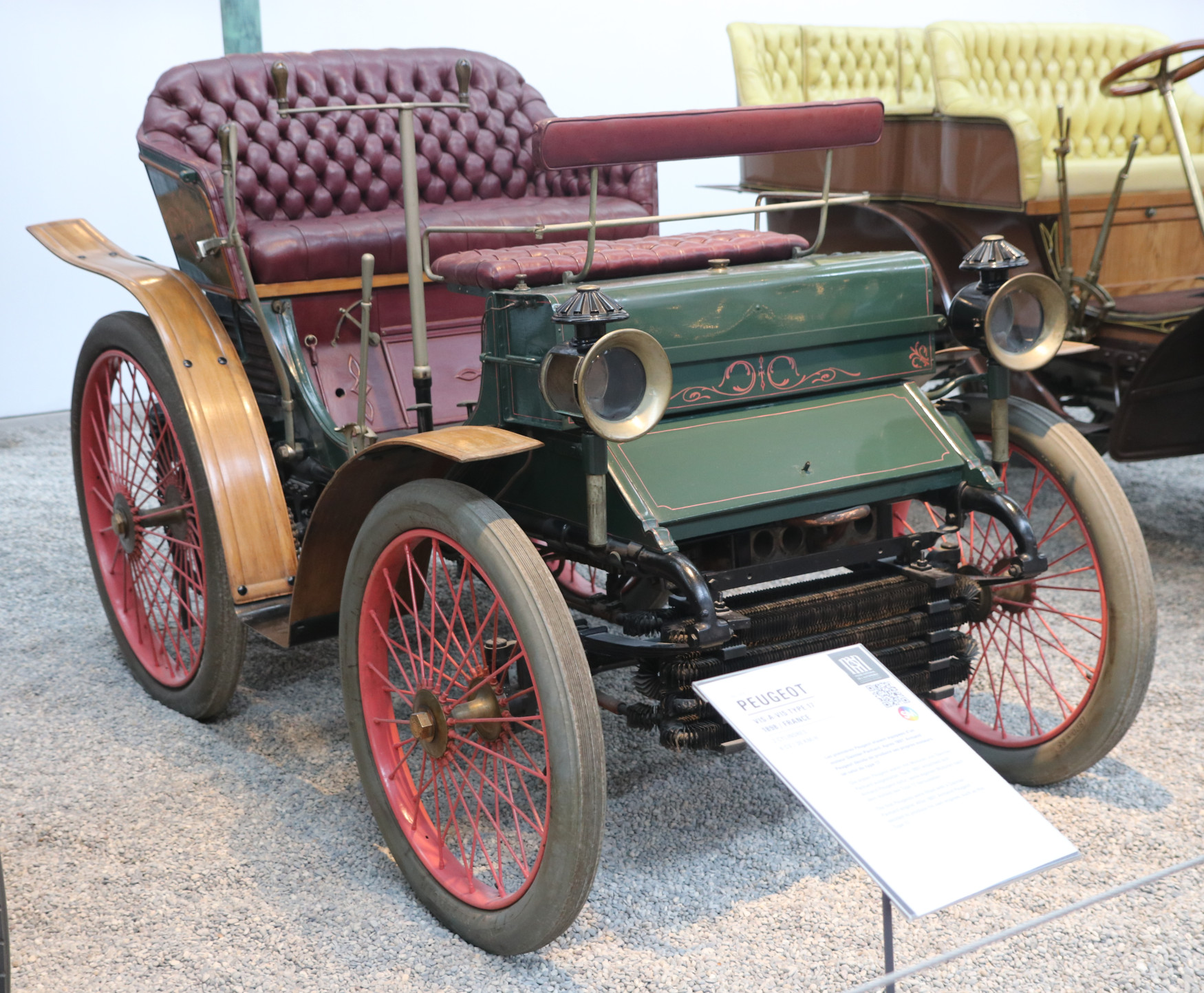
Peugeot "Vis-à-vis type 17" - 1898

La Peugeot Type 17 est un modèle d'automobile produit par le constructeur français Peugeot en 1897.
Elle s'est vendu a 182 exemplaires ce qui est le 2éme plus gros succès de la marque derrière la Peugeot type 15.